# Adelma Vay de Vaya
grofica Adelma Vay de Vaya [adèlma vaj de vaja], tudi Adelma von Vay, avstrijska pisateljica, medij, začetnica spiritizma na Slovenskem in Madžarskem, * 21. oktober 1840, Ternopil, Ukrajina, † 24. maj 1925, Slovenske Konjice, Kraljevina SHS, sedaj Slovenija.

## Življenje in delovanje
Adelaide von Wurmbrand-Stuppach se je kot peti otrok  rodila v Tarnopolu v Galiciji, danes Ternopil v Ukrajini, kjer je njen oče, grof Ernst von Wurmbrand-Stuppach služboval kot nadporočnik v garnizonu. Zgodnje otroštvo je preživela na družinskem posestvu v mestu Schwarzau na Spodnjem Avstrijskem, po smrti očeta leta 1846 pa je z materjo grofico Teleki von Szék, ki se je leta 1851 v drugo poročila s knezom Solms-Baruth, zapustila Avstro-Ogrsko in naslednjih deset let preživela v Prusiji. 
Adelma se je v starosti 20 let omožila s svojo ljubeznijo iz otroštva , madžarskim magnatom, baronom Ödönom von Vayem (tudi Vay de Vaya),  s katerim sta bila v zakonu polnih šestdeset let, vedar nista imela otrok. Zakonca sta najprej nekaj let živela v mestu Tiszalök na madžarsko-ukrajinski meji, kmalu pa sta se preselila v Slovenske Konjice (tedaj Gonobitz), kjer sta na Prevratu kupila dvorec, ki je med domačini še danes znan kot "Baronvaj".
Ödön je bil upokojeni višji konjeniški oficir Avstro-ogrske vojske. 9. avgusta 1877 je bilo v Konjicah ustanovljeno društvo vojnih veteranov »Militar - Veteranen - Verein in Gonobitz«. V društvo so bili včlanjeni bivši vojaki, ne glede na narodnost. Prvi protektor (zaščitnik) je bil knez Hugo Veriand Windisch-Graetz, njegov namestnik pa baron Edmund (Ödön, tudi Otto, Eugen) Vay de Vaya.
Oba zakonca sta bila aktivna člana odbora konjiške podružnice Rdečega križa, ki je dal na Prevratu postaviti bolnišnico »Christiane Lazarett«, imenovano po predsednici Avstro-ogrskega Rdečega križa Christiani Habsburg. Ta je bila blagoslovljena in slovesno odprta 21. oktobra 1897. Baron Vay de Vaya se je odločil pri bolnišnici na svoje stroške zgraditi še drugo stavbo, namenjeno bolnikom z nalezljivimi boleznimi. Ta stavba je bila odprta in blagoslovljena 18. julija 1908. Delovanje bolnišnice so ukinili s pričetkom 2. svetovne vojne.
Tudi sicer je Adelma daleč naokrog slovela kot velik človekoljub, ki je rada pomagala ubogim, obiskovala bolne, jim nosila hrano in pijačo, poleg tega pa svojih zdravilskih sposobnosti ni nikoli zaračunavala, ampak je nesebično priskočila na pomoč tako bogatim kot revnim.
Med ljudmi je še vedno znano, da je uspešno zdravila nalezljive bolezni, postavljala diagnoze in terapevtsko svetovala. 
Ödön je umrl 1. marca 1921 na Malem Lošinju, kjer sta imela zakonca počitniško vilo.
Vdova Adelma je po moževi smrti še naprej živela v dvorcu, obkrožena s služinčadjo. Umrla je 24. maja 1925 na svojem domu. Kljub temu, da je bila evangeličanske vere, je bila z dovoljenjem nadžupnika in dekana Franca Hrastelja, pokopana na pokopališču pri sv. Ani na Zgornji Pristavi.

## Spiritistično delovanje
Adelma naj bi bila jasnovidka (clairvoyant), risala, govorila in pisala naj bi v transu podobnem stanju, pripisovali so ji tudi dar prerokovanja. Bila je znana zdravilka, homeopatsko zdravljenje ljudi je uspešno nadgrajevala tudi s t. i. magnetnim zdravljenjem.
Njene posebne moči, ki naj bi jih podedovala po materi, so se prvič pokazale leta 1865 , ko ji je zdravnik zaradi krepitve zdravja svetoval, naj poskusi zdravljenje z metodo t. i. medialnega oz. avtomatičnega pisanja. Sama je v dnevniških zapiskih zapisala, da je po prvem poskusu notranje izčrpana skupaj z možem le počasi razvozljavala napisano, saj o besedilu ni vedela ničesar.
Medialno ali avtomatično pisanje, kakršnega v navedenem odlomku opisuje Adelma, ima znotraj parapsiholoških študij bogato tradicijo. Ključnega pomena pri tej metodi je, da podobe, besede in stavki iz medija prihajajo karseda necenzurirano, brez sekundarnega delovanja zavednega razuma, pri čemer je gibanje roke popolnoma prepuščeno neznanim silam v človeku, ki v celoti prevzamejo kontrolo nad vodenjem pisala. 
Razumljivo je, da v času pred rojstvom psihoanalize tovrstnih fenomenov še niso razumeli kot manifestacijo nezavednih sil v človeku, ki se med medialnim pisanjem izlije na papir, zato so jih povezovali z duhovi in drugimi višjimi bitji, ki naj bi s pomočjo senzibilnega medija vstopali v stik z ljudmi. Takega prepričanja je bila tudi Adelma, ki v svojih dnevnikih omenja najrazličnejše duhove, s katerimi je med medialnim pisanjem stopila v stik. 
Kljub nelagodju, ki je spremljalo njena prva srečanja z medialnim pisanjem, pa je Adelma kasneje, ob zvesti podpori svojega moža, s tovrstnimi poskusi nadaljevala.
Pri tem velja poudariti, da je bil v tistem času odnos do t. i. paranormalnih pojavov precej drugačen kot danes. Na splošno je namreč prevladovalo mnenje, da razni nepojasnjeni fenomeni niso nekaj a priori "paranormalnega"  ampak se takšni zdijo predvsem zaradi tega, ker pozitivni znanosti, na tedanji stopnji razvoja, tega še ni uspelo na znanstven način razložiti, kar pa se utegne v prihodnosti spremeniti.
V tem kontekstu tovrstne fenomene razume tudi Adelma, ki pa v spiritizmu ne vidi le praznoverne fascinacije nad duhovi in višjimi silami (ta je namreč po njenem mnenju bila značilna predvsem za spritualistične prakse v anglo-saksonskem svetu), ampak ga razume v prvi vrsti kot znanstveno disciplino, katere področje je raziskovanje duhovnih fenomenov.
Takšno raziskovanje naj bi, kakor je bila prepričana Adelma, prvi utemeljil francoski spiritist Allan Kardec (1804-1869), ki je svoja spoznanja strnil v delu Knjiga duhov (Le livre des esprits, 1857). Njemu tudi pripisuje zasluge za to, da se je iz spiritizma razvila znanost, ki tovrstne fenomene raziskuje in osvetljuje iz različnih zornih kotov. 
1.aprila 1871, nedolgo po prvem izidu knjige Duh, sila, snov, je skupaj z možem v Budimpešti ustanovila Društvo duhovnih raziskovalcev (Verein spiriter Forscher) madžarsko spiritistično združenje, katerega sta bila tudi prva predsednika.  Društvo je aktivno delovalo vse do ruske okupacije Madžarske.
Prav pri širjenju in uveljavljanju spiritizma na širšem področju Avstro-Ogrske je Adelma opravila pionirsko delo. V svoji Enciklopediji okultizma (An Encyclopaedia of Occultism, 1920) jo tako Lewis Spencer (1874-1955), pod geslom Avstrija, omenja kot pobudnico spiritizma, pri čemer odločilno vlogo pripisuje Društvu duhovnih raziskovalcev (Verein spiriter Forscher).  V skladu s prepričanjem, da je resnični spiritizem mogoče prakticirati le znotraj trdnih okvirov krščanske vere, je Adelma tudi svojo knjigo Duh, sila, snov nekoč označila kot primer "čistega krščanskega spiritizma". Novoustanovljeno društvo torej ni bilo mišljeno kot dogmatična spiritistična sekta , ampak je bilo trdno zasidrano v okvirih krščanske vere, o čemer priča tudi statut društva.
V tistih časih je z magnetizmom zdravil tudi "čudodelnik s Primskovega", dolenjski župnik Jurij Humar (1819-1890), verjetno najslavnejši zdravilec na našem prostoru, s katerim je bila Adelma v tesnih pisemskih stikih. Kot katoliški duhovnik, ki je imel zaradi svojih zdravilnih moči dovolj težav znotraj cerkvenih krogov, ni hotel nič slišati o spiritizmu in duhovih, vendar je v Adelmi prepoznal sorodno dušo, kar je razvidno iz njune ohranjene korespondence. O zdravilnih in medialnih sposobnostih Adelme je nadvse spoštljivo govorila tudi Helena Petrowna Blavatsky (1831-1891), ustanoviteljica teozofskega gibanja. Ta je v Adelmi videla bližnjo prijateljico, ki jo v svojem temeljnem delu Razkrita Izida (Isis Unveiled, 1877) opisuje kot enega redkih primerov resničnega medija, ki ga krasita poštenost in dobrota.
Adelma je bila v tesnih pisemskih stikih tudi z naslednjo generacijo vodilnih teozofov, med drugim tudi z Annie Besant (1847-1933), ki je bila po Olcottu in Blavatskyevi tretja predsednica Teozofskega društva. Leta 1883 se v marčevski izdaji revije "The Theosophist" Adelma in njem mož omenjata kot "stara člana in nekdanja svetovalca Teozofskega društva". Toda Adelmini stiki še zdaleč niso bili omejeni na teozofske kroge, saj si je redno dopisovala tudi z mnogimi drugimi znanimi spiritisti in okultisti tistega časa, tako rekoč iz vseh večjih evropskih držav in Amerike. V svojih dnevniških zapiskih je Adelma z obžalovanjem ugotavljala, da ima še najmanj stikov znotraj domače Avstro-Ogrske, kar je sama pripisovala zaprtosti Katoliške cerkve.
Zaradi številnih zdravilskih uspehov in ugleda, ki ga je bila v svojem času deležna širom sveta, se je Adelma z zlatimi črkami zapisala v zgodovino naravnega zdravilstva, homeopatije in energetskega zdravljenja na Slovenskem.  Njeno zdravilno moč je po pričevanju starejših krajanov mogoče čutiti še danes. Iz njenega groba, ki se nahaja na vrhu pokopališča sv. Ane v Slovenskih Konjicah, naj bi seval močan magnetizem in bolne napolnjeval z zdravilno kozmično energijo.

## Duh, sila, snov
V knjigi avtorica obravnava t. i. Duhovni princip, tj. Boga, ki po njenem preprečanju zaobjema v sebi najvišjo potenco, najvišji um in inteligenco, kakor tudi najvišjo silo, ki leži v Njegovi neomejeni volji in vibracijah, najvišjo potenco snovi, ki je prasvetloba. Iz tega trojega, duha, sile, prasvetlobe, izhaja vse prek zgostitev in preobrazb, ki jih imenujemo stvaritve. Od najmanjših prašnih delcev pa vse do najvišjega duha je vse duh, sila in snov; ti so zatorej v svojih učinkih eno.
Iz Duha se prek postopnega depotenciranja oblikujejo nižje ravni vesolja, vse dokler ne pride do nastanka sveta, v katerem živimo zdaj; ker je manifestni svet najnižja depotenca Duha, pomeni tudi točko obrata, od koder se začenja proces vnovičnega potenciranja, prek katerega se bo človek postopoma poduhovil in se povrnil v izvorno stanje. Kako je treba razumeti pojma potence in depotence, v knjigi pojasnjuje primerjava s homeopatskim zdravilstvom, ki deluje po naslednjem principu: večja kot je potenca oziroma razredčitev neke substance v zdravilu, manj je v njej prisotna informacija o dejanski snovi in - paradoksalno - toliko močneje zdravilo učinkuje. Z drugimi besedami: razmerje med močjo zdravila in prisotnostjo določene substance v njem je obratno sorazmerno. Po istem načelu je treba razumeti tudi ontološko hierarhijo vesolja: višja kot je stopnja potence sveta, manj je v njej snovne razsežnosti in večja je njena duhovna realnost, in seveda obratno. 
Osnovno sporočilo, ki ga želi Adelma posredovati v knjigi Duh, sila, snov, je potemtakem mogoče strniti v spoznanje, da je duhovna razsežnost izvor vsega bivajočega in počelo materialnega sveta, iz katere vse izhaja in se ob koncu vanjo znova vrača. Ta temeljni princip, ki izpričuje sorodnost z drugimi ezoteričnimi tradicijami, preveva celotno adelmino misel in je ključen za razumevanje posameznih aspektov njenega dela.

## Dela
Adelma je bila avtorica in soavtorica več knjig, večinoma s področja spiritizma in okultizma, 
ki so bile napisane v nemščini, kasneje pa prevedene:
- Duh, sila, snov, Ljubljana, KUD Logos (2011) (COBISS)
- Die Sphären zwischen der Erde und Sonne, ISBN 978-3-902646-50-7 (nemško)
- "Hephata": Gebete, Berlin (1894). (COBISS) (nemško)
- "Tagebuch Eines Kleinen Maedchens" Gonobitz (1883), ISBN 978-3-902756-99-2 (nemško)
- Geist-Kraft-Stoff (Spirit, Power, And Matter) (1869), Spirit, Power, And Matter ISBN 142-861-952-6 (angleško)
- Studien über die Geusterwelt (Studies on the Spirit World) (1874), (angleško)
- From My Life (1900) (angleško)
- Pictures from the Beyond (1905) (angleško)

### Glasba
Adelma je tudi avtorica glasbe in besedila speva Geisterlied (Pesem duha), ki ji je bil na zvočnem nosilcu posnet leta 2015, v izvedbi prof. Andreje Obrul.